# 뜨브스
뜨브스(암하라어: ጥብስ)는 에티오피아의 고기 요리이다. 한 입 크기로 썰어 버르버레 양념에 재어 둔 쇠고기, 양고기, 닭고기 등의 고기를 양파, 고추, 토마토 등의 채소와 느뜨르 끄베를 넣어 볶아 내는 음식이다.

## 종류
- 도로 뜨브스(ዶሮ ጥብስ): 닭고기 뜨브스
- 버그 뜨브스(በግ ጥብስ): 양고기 뜨브스
- 스가 뜨브스(ስጋ ጥብስ): 쇠고기 뜨브스

## 같이 보기
- 끌르와